# Hit Mania Dance 2003
Hit Mania Dance 2003 è una raccolta di successi eurodance, house, techno, dance e pop mixati da Mauro Miclini pubblicata nel dicembre 2002. Fa parte della collana Hit Mania ed è stata la prima edizione in formato cofanetto contenente 2 CD: Hit Mania Dance 2003 & After Party vol. 1.

## Tracce
1. Gabry Ponte – Geordie
2. Snack – Another Go (Sharona 2002)
3. Dj Ross – Emotion
4. Dj Sammy & Yanou – Heaven (feat. Do)
5. Digital Rockers – Because I Love You
6. Molella – Magia
7. Dub-J – Con Il Nastro Rosa (feat. David Too)
8. Hotel Saint George – Never Say Never
9. S.M.S. – Just A Bit Of Chaos (feat. Rehb)
10. E.C.O.H. – The Sound Of Silence
11. Bond Street – Personal Jesus
12. Farolfi – Sun's Rising On The U.S.A. (Turn It On Again) (feat. Maya Days)
13. iiO – At The End
14. Scissor Sisters – Comfortably Numb
15. Moony – Acrobats
16. Bob Sinclar – The Beat Goes On
17. Milky – Just The Way You Are
18. Who Da Funk – Shiny Disco Balls (feat. Jessica Eve)
19. Andrea Doria – Bucci Bag
20. Smiling People – Smiling People (rmx)
21. Las Ketchup – Kusha La Payas
22. Paola & Chiara – Hey!
23. Zero Assoluto – Magari Meno
24. Abs – What You Got
25. Holly Valance – Down Boy

26. D-Other – Reaching For The Stars